# Cuspidaria glacialis
Cuspidaria glacialis är en musselart som först beskrevs av Georg Ossian Sars 1878.  Cuspidaria glacialis ingår i släktet Cuspidaria och familjen Cuspidariidae. Inga underarter finns listade i Catalogue of Life.